# Slaughter
Slaughter és una població dels Estats Units a l'estat de Louisiana. Segons el cens del 2000 tenia 1.011 habitants.

## Demografia
Segons el cens del 2000, Slaughter tenia 1.011 habitants, 359 habitatges, i 286 famílies. La densitat de població era de 71,2 habitants/km².
Dels 359 habitatges en un 38,2% hi vivien nens de menys de 18 anys, en un 64,6% hi vivien parelles casades, en un 8,9% dones solteres, i en un 20,1% no eren unitats familiars. En el 16,7% dels habitatges hi vivien persones soles el 7,5% de les quals corresponia a persones de 65 anys o més que vivien soles. El nombre mitjà de persones vivint en cada habitatge era de 2,82 i el nombre mitjà de persones que vivien en cada família era de 3,17.
Per edats la població es repartia de la següent manera: un 28,8% tenia menys de 18 anys, un 7,9% entre 18 i 24, un 30,8% entre 25 i 44, un 24,8% de 45 a 60 i un 7,7% 65 anys o més.
L'edat mediana era de 33 anys. Per cada 100 dones de 18 o més anys hi havia 98,3 homes.
La renda mediana per habitatge era de 44.896 $ i la renda mediana per família de 46.932 $. Els homes tenien una renda mediana de 34.375 $ mentre que les dones 21.141 $. La renda per capita de la població era de 17.457 $. Entorn del 3,4% de les famílies i el 3,5% de la població estaven per davall del llindar de pobresa.

## Poblacions més properes
El següent diagrama mostra les poblacions més properes.